# 橘ゆり
橘ゆり（たちばな ゆり）は、群馬県前橋市出身の電子オルガン奏者。

## 略歴
3歳からピアノを始め、その後電子オルガンコンクール ジュニア部門での全国優勝を機会にオルガンへ転向。

1983年コロムビアレコードからリーダーアルバム「Tropical Cyclone」、翌年「Magical Eyes」を発売。
テレビ番組「11PM」のオルガン奏者として4年間レギュラー出演する。
その後、理論書や曲集を多数出版し、後進の育成に尽力するなど、幅広い活動をしている。

2002年から、キングレコードよりローランド・オルガン　ミュージック・アトリエの演奏によるアルバム「Organ Chat」シリーズ3枚をリリースする。

2009年10月、日中韓三ヶ国の観光大臣(日本は国土交通大臣)、各国政府の観光担当部局、民間の観光関係者、メディア関係者による『第４回 日中韓 観光大臣会合』の歓迎晩餐・交流会（浜名湖ロイヤルホテル、ロイヤルホール）にてメインアトラクションとして出演、ローランド・オルガン ミュージック・アトリエの演奏を披露した。

2011年12月、冨田勲の組曲「源氏物語幻想交響絵巻」全曲を電子オルガンに編曲し、人形師　ホリ・ヒロシの人形舞との共演による演奏を披露した。

2013年2月には豪華客船「飛鳥II」のオセアニア・グランドクルーズに招かれ、1ヶ月あまりの航海中にメインステージでの船上オルガンコンサートを成功させた。

現在、国内のみならずアメリカ、ヨーロッパ、中国、東南アジア、ブラジルなどで国際的な演奏活動をするかたわら、キングレコードにてレコーディング・アレンジャーとしても活躍している。

## ディスコグラフィー
- Tropical Cyclone（1983年, 日本コロムビア）
- Magical Eyes（1984年, 日本コロムビア）
- Organ Chat（2002年, キングレコード）
  1. THEME FROM 'EXODUS' (栄光への脱出)
  2. SICILIENNE (シチリアーノ)
  3. KOJO-NO-TSUKI (荒城の月)
  4. TEA FOR TWO (二人でお茶を)
  5. LOVE THEME FROM 'THE GODFATHER' "ゴッドファーザー" より "愛のテーマ"
  6. ITSUKI-NO-KOMORIUTA (五木の子守唄)
  7. THE SHADOW OF YOUR SMILE (いそしぎ)
  8. JAPANESE FORK SONG MEDLEY: 日本民謡お国めぐり (メドレー) ～ ソーラン節、会津磐梯山、八木節、ちゃっきり節、おてもやん、安里屋ユンタ ～
  9. AUTUMN LEAVES (枯葉)
  10. THEME FROM '11PM' (11PMのテーマ)
- Organ Chat 2（2005年, キングレコード）
  1. CARAVAN (キャラバン)
  2. THE GIRL FROM IPANEMA (イパネマの娘)
  3. SAKURA SAKURA (さくら さくら)
  4. SWANEE (スワニー)
  5. THE WINDMILLS OF YOUR MIND (風のささやき)
  6. GRANADA (グラナダ)
  7. THE BUTTERFLY LOVERS (梁山泊與祝英台)
  8. SOUS LE CIEL DE PARIS (パリの空の下)
  9. DANNY BOY (ダニー ボーイ)
  10. IN THE MOOD (イン ザ ムード)
- Organ Chat 3（2008年, キングレコード）
  1. THEMA FROM ROCKY (ロッキーのテーマ)
  2. TAKE FIVE (テイク・ファイブ)
  3. MANHA DO CARNAVAL (黒いオルフェ)
  4. Mr. LUCKY (ミスター・ラッキー)
  5. AQUARIUS (アクエリアス)
  6. PAVANE (パヴァーヌ)
  7. THE FLIGHT OF BUMBLE BEE (熊ん蜂の飛行)
  8. HARU NO UNI (春の海)
  9. SHIMA UTA (島唄)
  10. YOSAKU (与作)
  11. LIVE IS A MANY-SPLENDORED THING (慕情)
- アトリエビジョン ミュージック・ビデオ1 (DVD, 2009年)
  1. Funiculi Funicula (フニクリ・フニクラ)
  2. Après un rêve (夢のあとに)
  3. Largo - "From the New World" (ラルゴ「家路」～「新世界」より)
  4. Lullaby of ITSUKI (五木の子守唄)
  5. ROKUDAN NO SHIRABE (六段の調べ)
  6. Charmaine (シャルメーヌ)
  7. Ave Maria (アベ・マリア) (Schubert) (シューベルト)
- アトリエビジョン ミュージック・ビデオ2 (DVD, 2009年)
  1. HARU NO UMI (春の海)
  2. RINGO OIWAKE (リンゴ追分)
  3. Lullaby of TAKEDA (竹田の子守唄)
  4. The House of the Rising Sun (朝日の当たる家)
  5. Traumerei (トロイメライ～「子供の情景」)
  6. YOSAKU (与作)

## 出版物（楽譜）
- オルガンフレンドリー10　橘ゆり
  1. ひまわり
  2. ピンクパンサーのテーマ
  3. リベルタンゴ
  4. エスパニア・カーニ
  5. マスカレード
  6. 野ばら
  7. スラブ舞曲第10番
  8. ラルゴ「家路」～交響曲第9番「新世界より」第2楽章
  9. また君に恋してる
  10. ひょっこりひょうたん島
- オルガンフレンドリー11　橘ゆり
  1. 通りゃんせ
  2. おてもやん
  3. サラバンド（ヘンデル）
  4. かえるの合唱
  5. くまのプーさん
- ORGAN BEST SELECTION 1 「Around the World」橘ゆり編曲 (1996年 ISBN 4-900926-07-8 財団法人 ローランド芸術文化振興財団 出版)
  1. AROUND THE WORLD
  2. DARK EYES
  3. O SOLE MIO
  4. SOUS LE CIEL DE PARIS
  5. GRANADA
  6. GREENSLEEVES
  7. BRAZIL
  8. CIELITO LINDO
  9. TUXEDO JUNCTION
  10. さくらさくら
- ORGAN BEST SELECTION 2 「Love」橘ゆり編曲 (1996年 ISBN 4-900926-02-7 財団法人 ローランド芸術文化振興財団 出版)
  1. LOVE
  2. C'EST SI BON
  3. I LEFT MY HEART IN SAN FRANCISCO
  4. JOHNNY GUITAR
  5. CARIOCA
  6. 五木の子守唄
  7. QUIZAS, QUIZAS, QUIZAS
  8. I WISH
  9. AN AFFAIR TO REMEMBER
  10. CHATTANOOGA CHOO CHOO